# Línea 6R6 (Suburbanos Montevideo)
La línea 6R6 de la red de transporte  suburbano de Montevideo une la terminal Baltasar Brum  con la ciudad de Sauce, en el departamento de Canelones. 

## Características
Su denominación se debe a la ubicación de la sexta sección de la policía departamental de Canelones y también porque en gran parte de su recorrido circula por la Ruta Nacional .